# محمد سلطاني (لاعب كرة قدم)
محمد عبد الله سلطاني (مواليد 13 سبتمبر 1995، لاعب كرة قدم قطري يجيد اللعب في مركز الظهير الأيسر في نادي المرخية.

## مسيرة اللاعب
لعب في النادي الأهلي و نادي مسيمير والنادي العربي ونادي المرخية.

## روابط خارجية
- محمد سلطاني (لاعب كرة قدم قطري) على موقع قاعدة بيانات كرة القدم.إي يو (الإنجليزية)
- محمد سلطاني (لاعب كرة قدم قطري) على موقع Soccerway.com (الإنجليزية)